# Liste von ehemaligen spanischen Basketballvereinen
Diese Liste ist eine Aufstellung ehemaliger Basketballvereine (Profivereine) aus Spanien. Diese Tabelle erhebt keinen Anspruch auf Vollständigkeit.
| Verein                  | Stadt                                                                        | Gründungsjahr | Auflösungsjahr | Sonstiges                                                                          |
| ----------------------- | ---------------------------------------------------------------------------- | ------------- | -------------- | ---------------------------------------------------------------------------------- |
| Baloncesto León         | León                                                                         | 1981          | 2012           |                                                                                    |
| Bàsquet Mallorca        | Inca                                                                         | 2008          | 2013           |                                                                                    |
| CB Ciudad de Huelva     | Huelva                                                                       | 2008          | 2010           |                                                                                    |
| CB Collado Villalba     | Collado Villalba                                                             | 1922          | 1993           |                                                                                    |
| CB OAR Ferrol           | Ferrol                                                                       | 1951          | 1996           |                                                                                    |
| CD Oximesa              | Albolote (später: Granada)                                                   | 1979          | 1993           |                                                                                    |
| Ciudad de Vigo Básquet  | Vigo                                                                         | 2004          | 2010           |                                                                                    |
| Gijón Baloncesto        | Gijón                                                                        | 1982          | 2009           |                                                                                    |
| Menorca Bàsquet         | Mahón                                                                        | 1950          | 2012           |                                                                                    |
| Picadero Jockey Club    | Barcelona                                                                    | 1951          | 1989           | Mehrspartensportverein                                                             |
| UB La Palma             | Santa Cruz de La Palma                                                       | 1978          | 2012           | Die Seniorenmannschaft hat sich zurückgezogen                                      |
| AB Pacense              | Badajoz                                                                      | 2005          | 2013           |                                                                                    |
| CDB Amistad y Deporte   | Alcázar de San Juan                                                          | 2006          | 2011           |                                                                                    |
| CB Axarquía             | Málaga (auch: Rincón de la Victoria, Torre del Mar, Benahavís, Torremolinos) | 1988          | 2016           |                                                                                    |
| Cáceres CB              | Cáceres                                                                      | 1961          | 2005           |                                                                                    |
| Cantabria Baloncesto    | Torrelavega (später: Santander)                                              | 1975          | 2009           |                                                                                    |
| CB Cajabilbao           | Bilbao                                                                       | 1983          | 1994           |                                                                                    |
| CB Villa de Los Barrios | Los Barrios                                                                  | 1996          | 2009/2010      |                                                                                    |
| CD Cajamadrid           | Madrid                                                                       | 1979          | 1991           |                                                                                    |
| Gandía BA               | Gandia                                                                       | 1981          | 2013           |                                                                                    |
| CB Sant Josep           | Girona                                                                       | 1962          | 2013           |                                                                                    |
| CB Granada              | Granada                                                                      | 1994          | 2012           |                                                                                    |
| CB Guadalajara          | Guadalajara                                                                  | 1972          | 2011           |                                                                                    |
| CB Illescas             | Illescas                                                                     | 1989          | 2011           |                                                                                    |
| CB Inca                 | Inca                                                                         | 1987          | 2008           | Aufgelöst wegen Fusion Bàsquet Mallorca                                            |
| CB Inmobanco            | Madrid                                                                       | 1978          | 1983           | Reserveteam / 2. Mannschaft von Real Madrid, Trennung im Jahr 1978 von Real Madrid |
| CE Lleida Bàsquet       | Lleida                                                                       | 1997          | 2012           | Ersetzt durch den Nachfolge-Verein Força Lleida CE                                 |
| CB Lucentum Alicante    | Alicante                                                                     | 1994          | 2015           | Ersetzt durch den Nachfolge-Verein Fundación Lucentum Baloncesto                   |
| RCD Espanyol Bàsquet    | Barcelona                                                                    | 1923          | 1989           | 1991: CB Granollers                                                                |
| CB Salamanca            | Salamanca                                                                    | 1993          | 1996           |                                                                                    |
| UD San Claudio          | San Claudio                                                                  | 2008          | 2013           | Mehrspartensportverein, Die Fußballsparte existiert weiterhin.                     |
| CB Tartessos            | Jerez de la Frontera                                                         | 1993          | 2010           |                                                                                    |
| Tenerife AB             | Santa Cruz de Tenerife                                                       | 1986          | 1994           |                                                                                    |
| Tenerife CB             | Santa Cruz de Tenerife (auch: Tegueste, San Cristóbal de La Laguna)          | 1996          | 2013           |                                                                                    |
| CB Tíjola               | Tíjola                                                                       | 1992          | 2011           |                                                                                    |
| CB Valladolid           | Valladolid                                                                   | 1976          | 2015           |                                                                                    |